# Matic Strgar
Matic Strgar (Ljubljana, 26 de juliol de 1972) és un ciclista eslovè, que fou professional des del 2005 fins al 2011.

## Palmarès
- 2006
  - 1r al Trofeu Gianfranco Bianchin
  - Vencedor d'una etapa a la Volta a Eslovàquia